# Parc d'État de McCormick's Creek
Le parc d'État de McCormick's Creek (en anglais : McCormick's Creek State Park) est un parc d'État américain situé à l'ouest de Bloomington dans le centre de l'Indiana. Il est le plus ancien parc naturel de l'État.

## Histoire

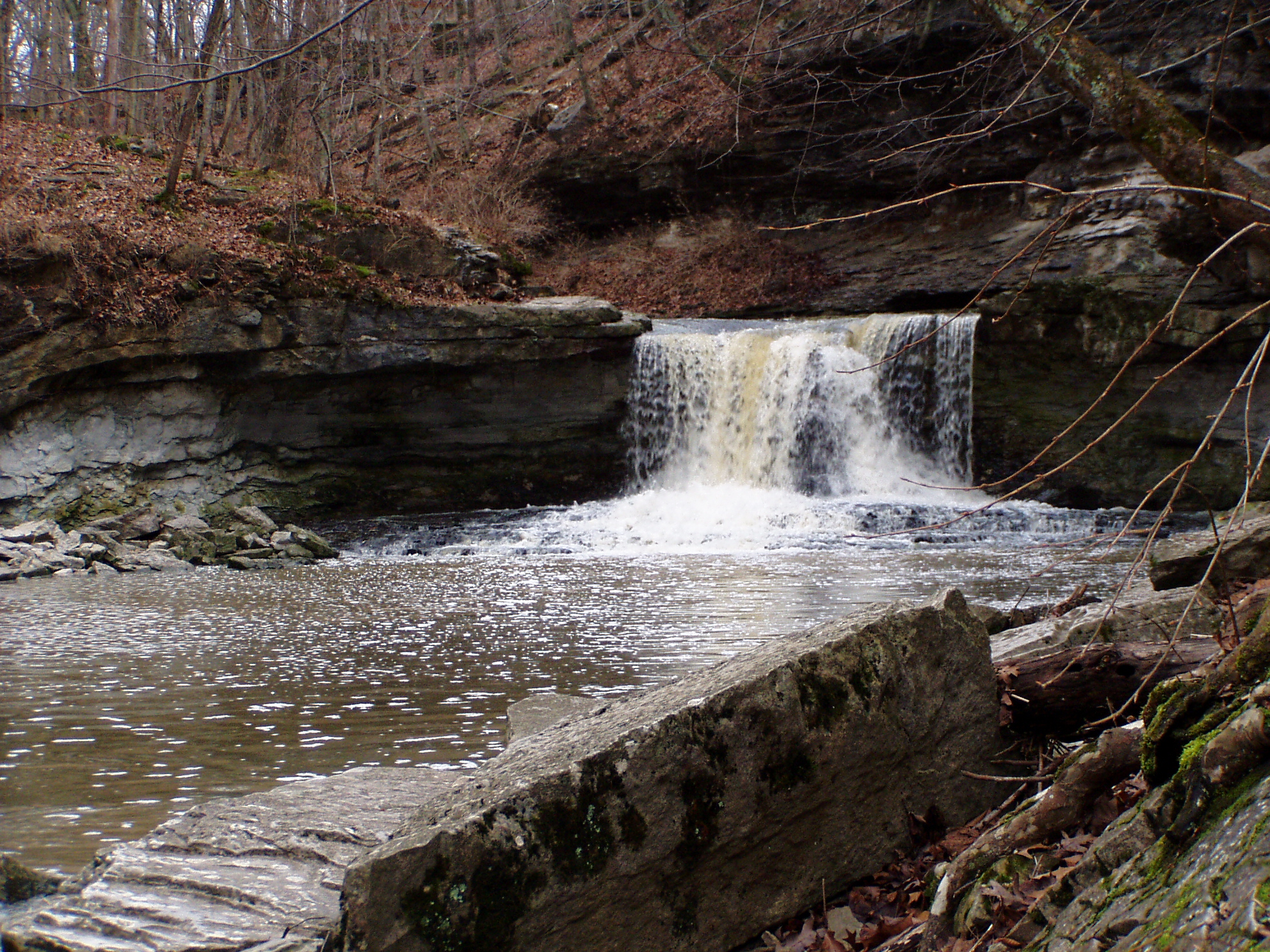
Les chutes de la McCormick's Creek.

Avant l'arrivée des européens, la région est habitée par les Miamis.
En 1816, le vétéran John McCormick reçoit des terres pour ses services durant la guerre de Sécession. La rivière qui y coule prend alors son nom et devient la McCormick's Creek. Dans les années 1870, des carrières de calcaire y sont exploitées, notamment pour la construction du Capitole de l'État à Indianapolis. Quelques années plus tard, le docteur Fredrick Denkewalter y ouvre un sanatorium.
Depuis le XIXe siècle, le site accueille des visiteurs attirés par ses formations géologiques et ses chutes d'eau. En 1916, pour le centenaire de l'Indiana, l'homme d'affaires Richard Lieber pousse l'État à fonder son propre système de parcs d'État. Après un premier échec avec le site de Turkey Run, la commission s'intéresse aux canyons de la McCormick's Creek, dont le propriétaire (Denkewalter) est mort deux ans plus tôt. L'État de l'Indiana finance 75 % de l'acquisition des terrains, le comté d'Owen payant le reste. Le 4 juillet 1916, le parc d'État de McCormick's Creek est officiellement créé, devenant le premier parc d'État de l'Indiana,. Il s'étend alors sur une superficie de 350 acres (142 ha).
Le parc devient vite une attraction populaire, notamment grâce à son hôtel, ses chemins de randonnée et ses aires de pique-nique. À la fin des années 1920, une piscine y est créée,. Dans les années 1930, dans le cadre du New Deal Work Programs in Indiana State Parks — visant à développer l'accès aux loisirs et à réduire de chômage — le parc est réaménagé,.

## Géologie
Le parc d'État de McCormick's Creek protège des canyons calcaires, des ruisseaux et des chutes d'eau au sein d'une région fortement boisée. Deux principaux cours d'eau traversent le parc. Le plus important est la White River, qui forme la frontière ouest du parc. La McCormick's Creek, affluent de la White River, s'écoule sur environ 12 km (dont 2,5 dans le parc) depuis sa source d'Ellettsville. Sur environ 1 mille (1,6 km), jusqu'à son confluent, la McCormick's Creek forme un canyon dans la roche calcaire qui peut atteindre plus de 100 pieds (30 m) de profondeur.
Le parc comporte trois couches affleurantes de roches calcaires, formées il y a 250 à 350 millions d'années lorsque la région se trouvait sous l'océan : la formation de Salem, la plus ancienne qui se trouve près de la White River, la formation de St. Louis, qui forme les murs des canyons, et la formation de St. Genevieve, qui surplombe les chutes d'eau,. De nombreux fossiles ont été découverts dans ces formations datant du Mississippien.
Parmi les sites naturels remarquables du parc se trouvent la Wolf Cave (« cave du loup »), une grotte calcaire naturelle, et les Twin Bridges (« ponts jumeaux »), des arches de pierre. Ces deux sites font partie de la région karstique du sud de l'Indiana, comprenant de nombreuses grottes formées par des résurgences dans la roche.

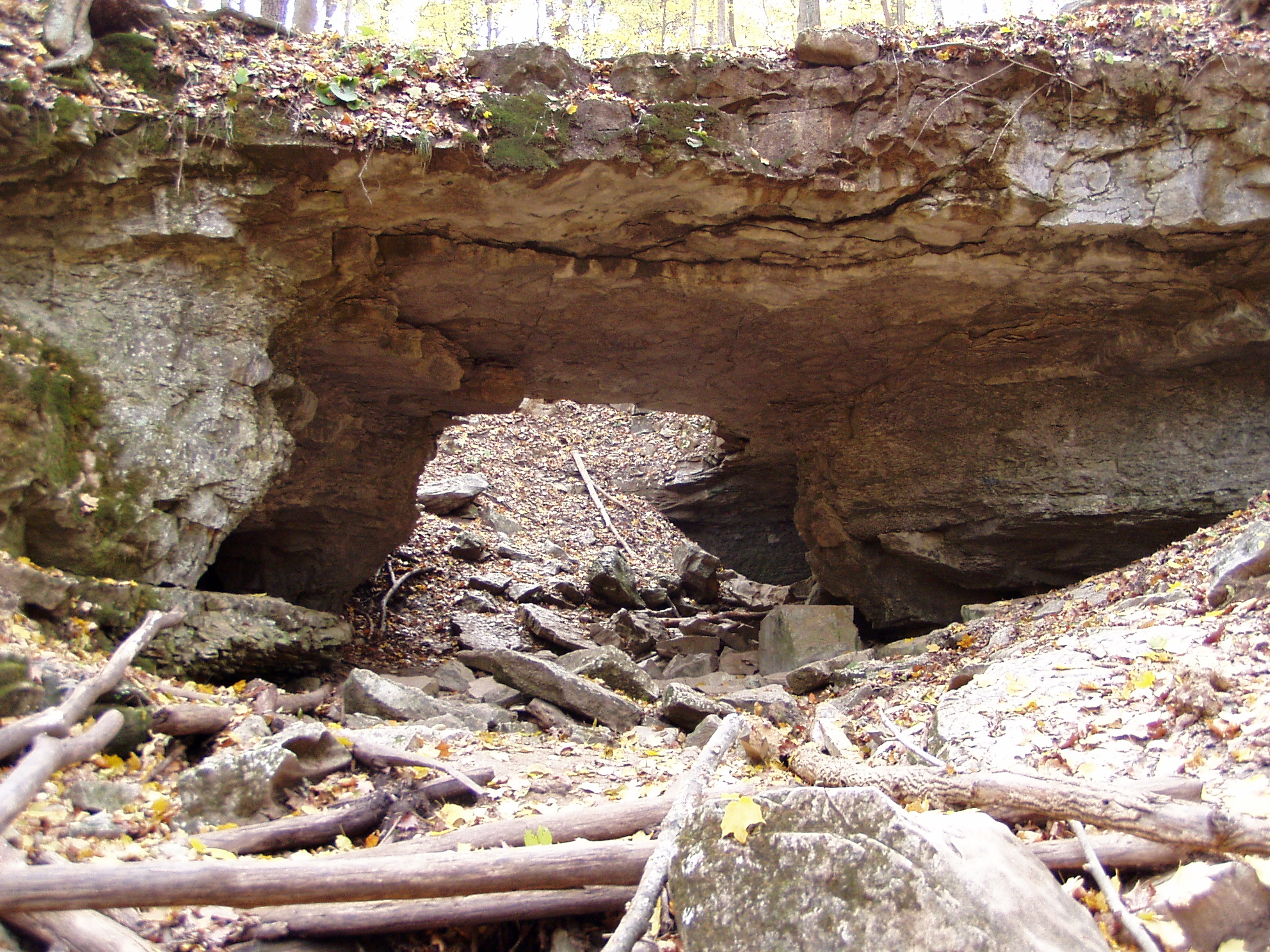
La Wolf Cave.
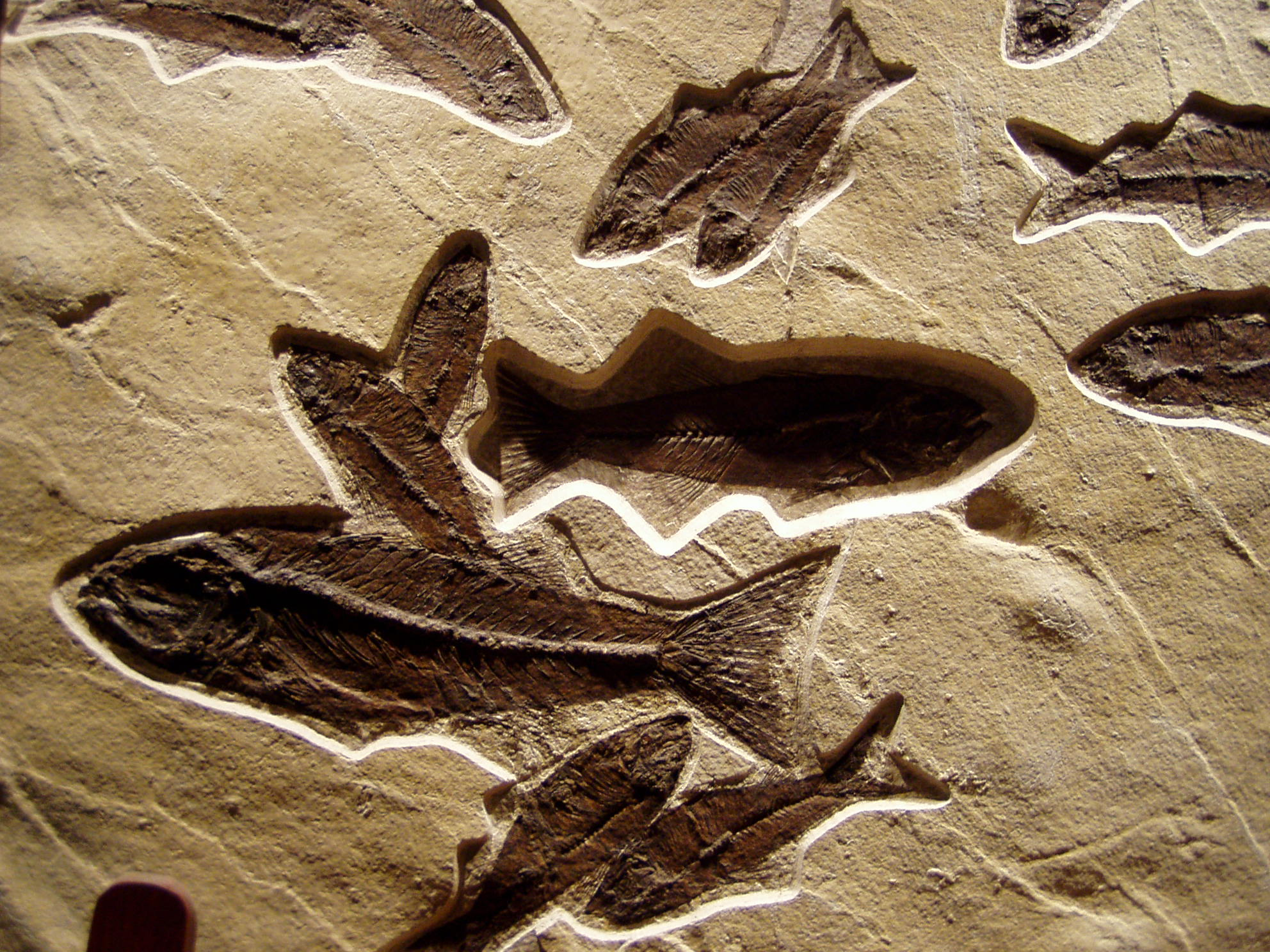
Des fossiles exposés au Canyon Inn.
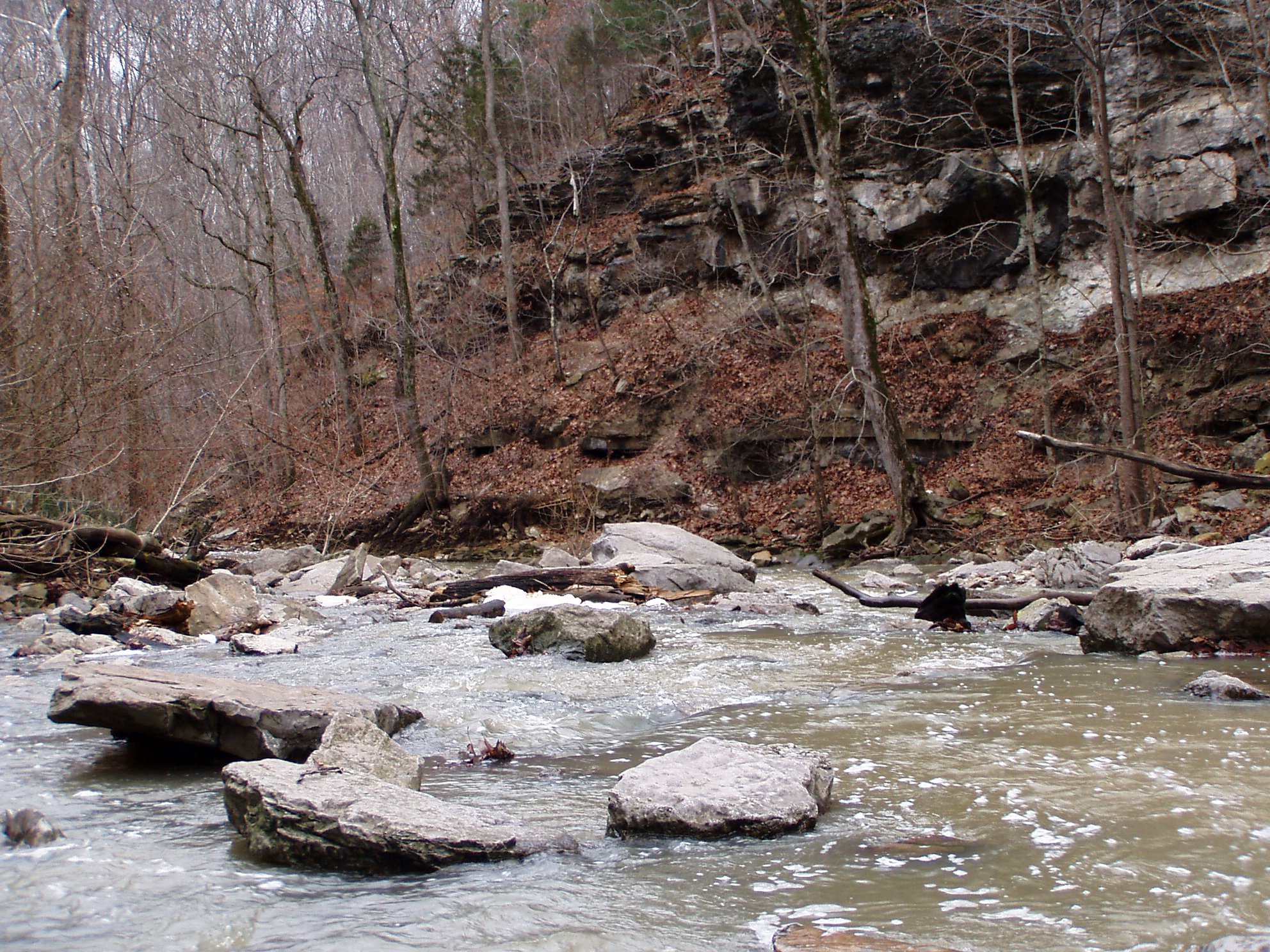
Les falaises du canyon.

## Faune et flore
Le parc est largement boisé. L'essentiel de sa superficie correspond aux forêts de l'étage montagnard comprenant chênes rouges, érables à sucre, frênes blancs, hêtres et tulipiers de Virginie. Le long des cours d'eau, un autre type de forêt se rencontre : les forêts de lit majeur avec ses érables argentés, frênes rouges, ormes et sycomores. Quelques pins sont également présents, plantés par les Civilian Conservation Corps dans les années 1930.
Outre les arbres, plus de 350 espèces de fleurs sauvages sont recensées. On dénombre également plusieurs espèces invasives. Une partie du parc, autrefois consacrée à l'agriculture, accueille aujourd'hui des prairies.
De nombreuses espèces de mammifères communes dans la région se retrouvent au sein du parc : cerf de Virginie, coyote, écureuil gris et roux, lapin d'Amérique, marmotte, mouffette rayée, raton laveur, 
renard gris et roux ainsi que divers campagnols, musaraignes et souris. Au niveau des oiseaux, la paruline azurée et l'urubu noir sont des espèces remarquables pouvant être aperçues dans le parc.

## Lieux historiques
Trois monuments du parc d'État de McCormick's Creek construits par les Civilian Conservation Corps sont inscrits au Registre national des lieux historiques depuis 1993 : l'entrée-porterie du parc (Park Entrance and Gatehouse), le bâtiment récréatif des CCC/musée de la nature (CCC Recreation Building/Nature Museum) et le pont en arc de pierre sur la McCormick's Creek (Stone arch bridge over McCormick's Creek).
Pour servir d'entrée et de porterie, un bâtiment est construit en 1935 dans le cadre du New Deal Work Programs in Indiana State Parks. Il permet d'accéder au parc naturel par la route d'État 46 à environ 5 kilomètres à l'est de Spencer. Le bâtiment d'un étage, en forme de T et à l'allure de cottage, est réalisé à partir de bois et de roche calcaire de la région. Il comprend un porche en bois sur les façades est et ouest. Son intérieur, aux murs et sols en pierre, n'a pas évolué depuis les années 1930 à l'exception de l'ajout de toilettes. Cette entrée est considérée comme le meilleur exemple de porterie rustique réalisée par les Civilian Conservation Corps dans les parcs naturels de l'Indiana.
Outre l'entrée du parc, les Civilian Conservation Corps (CCC) ont construit un bâtiment inspiré du style Arts & Crafts près de l'aire de pique-nique de Maple Grove. Il sert de bâtiment récréatif aux CCC durant leurs travaux dans le parc. Il s'agit du seul édifice d'un campement des CCC à ne pas avoir été détruit dans tout l'Indiana. Après le départ des Civilian Conservation Corps en 1935, la Works Progress Administration transforme le bâtiment en musée de la nature, ouvert l'année suivante. Le bâtiment est toutefois abandonné dans les années 1970.
Le pont en arc sur la McCormick's Creek est lui aussi édifié par les Civilian Conservation Corps, pour traverser le canyon du ruisseau de McCormick. Inspiré de l'architecture néo-romane, le pont est construit à l'aide de roches calcaires issues des carrières d'Ellettsville et de mortier. Pour des raisons esthétiques, il est paré de roches calcaires découpées à la scie.

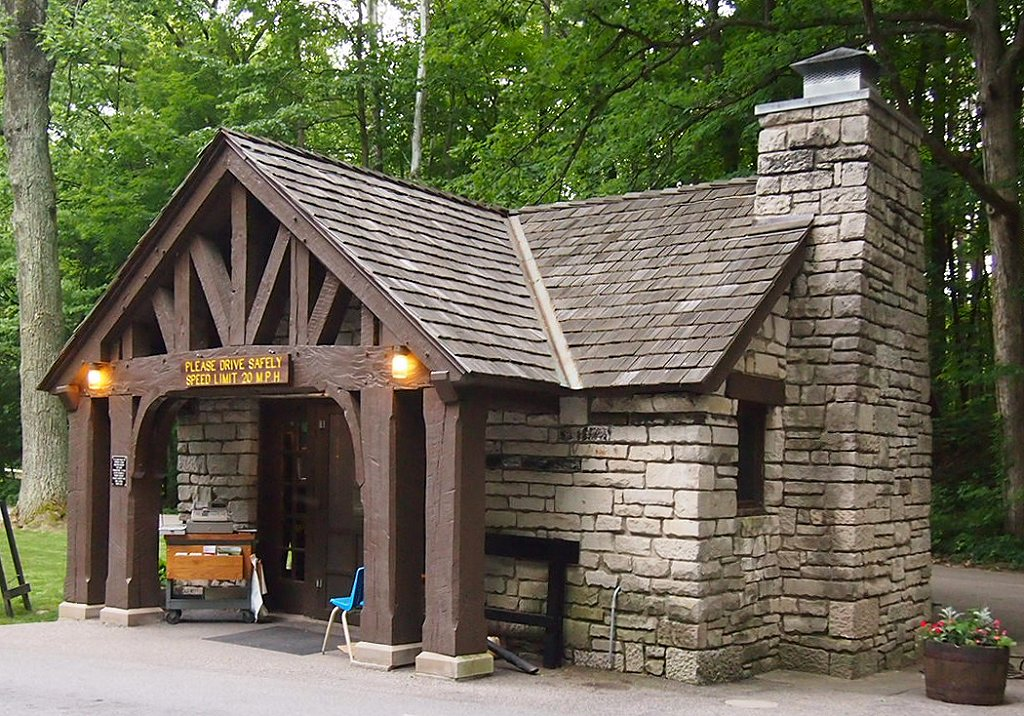
L'entrée du parc.
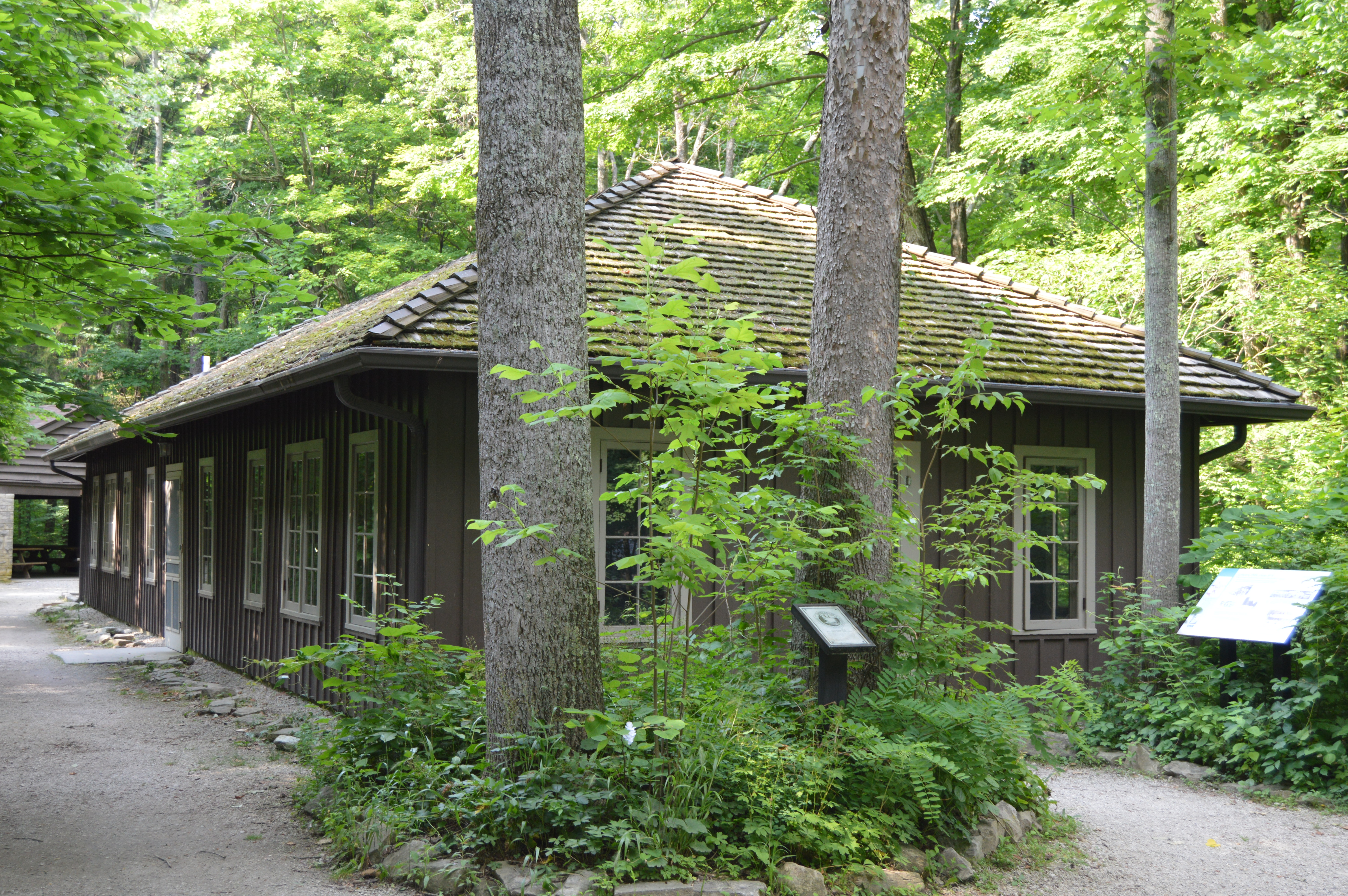
L'ancien bâtiment des CCC.
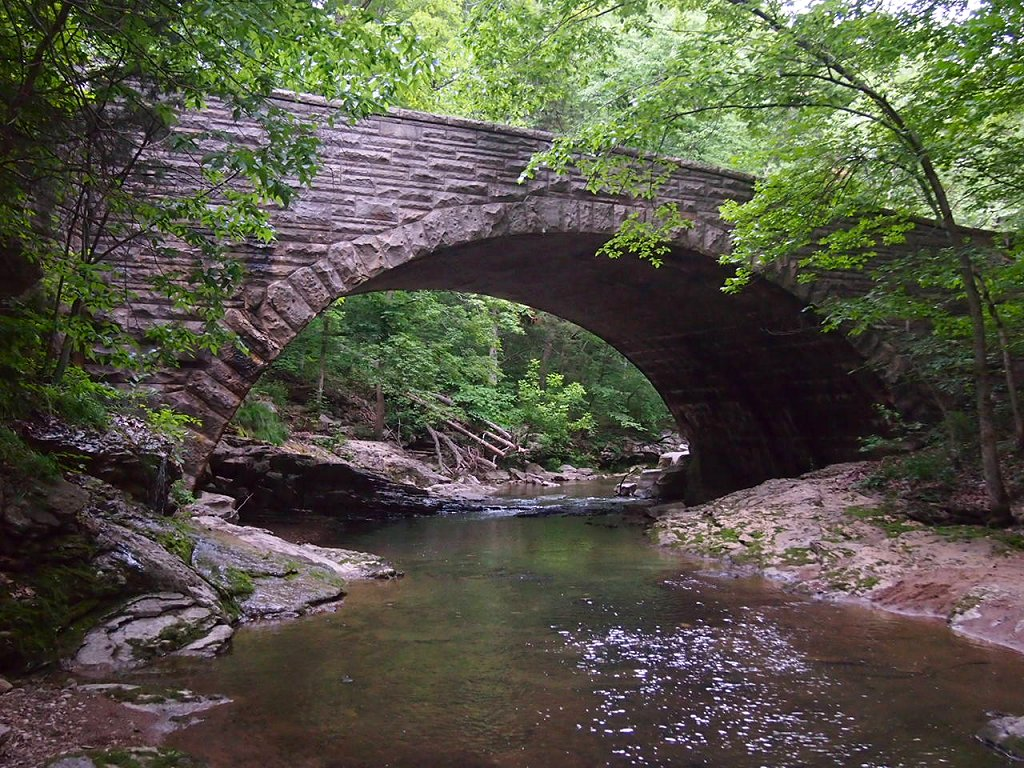
Le pont en arc.

## Activités

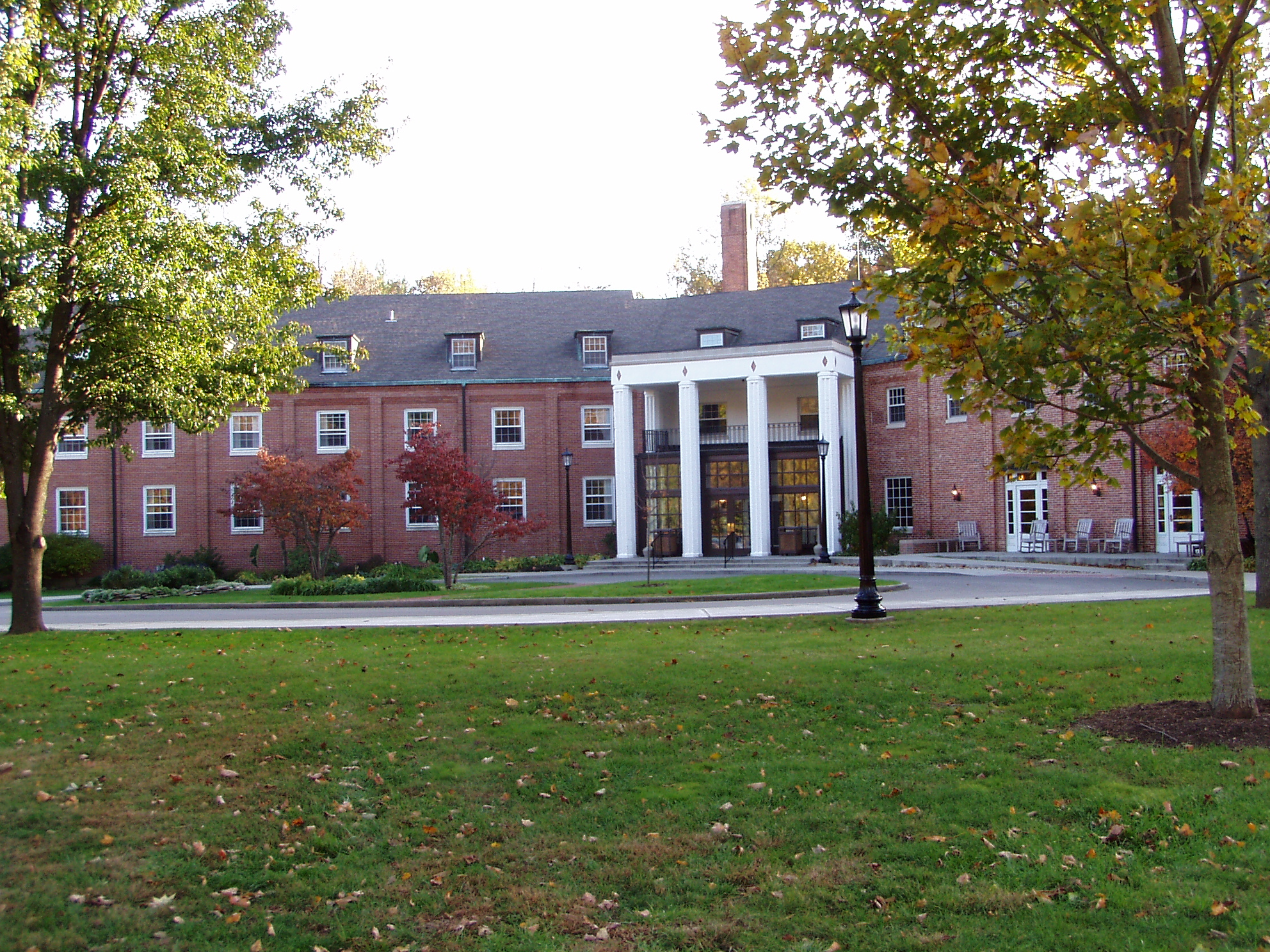
Le Canyon Inn.

Le Parc d'État de McCormick's Creek, qui s'étend sur 1 833 acres (742 ha), est géré par le Département des ressources naturelles de l'Indiana.
Le parc compte un centre de la nature, qui accueille notamment des expositions et les bureaux du parc. Dix chemins de randonnées ont été aménagés, pour une distance totale de 10,7 milles (17,2 km), ainsi qu'une piscine.
Pour héberger les touristes, le parc compte 221 emplacements de camping, dont 189 disposant de l'électricité, ainsi que des chalets et un hôtel, le Canyon Inn. Sur l'année 2017-2018, le parc a accueilli 625 088 visiteurs. Cet hôtel correspond à l'ancien sanatorium du docteur Denkewalter, redécoré de briques et remanié dans les années 1920.